# بنکی روی پل

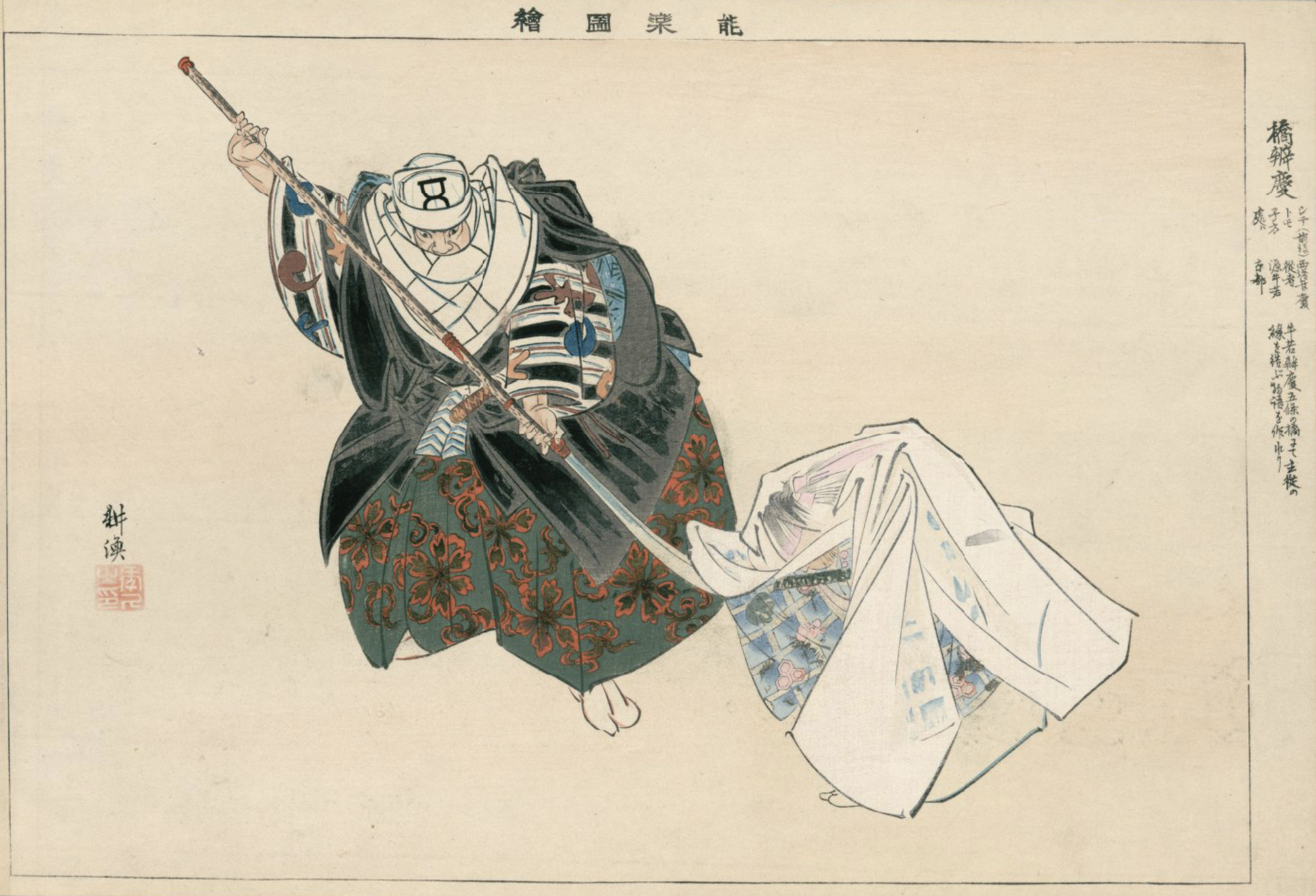
بنکی و میناموتو نو یوشی‌تسونه، در لباس مبدل، روی پل گوجو ملاقات می‌کنند. صحنه‌ای از بنکی بر روی پل؛ چاپ چوبی توسط کوگیو تسوکیوکا از سری ناگاکو زوئه یا تصاویری از نمایشنامه‌های نوآ

بِنکِی روی پُل (به ژاپنی: 橋弁慶, Hashi Benkei) یک نوی ژاپنی از هیوشی سا-آمی یاسوکیو دربارهٔ بنکی است از قرنِ پانزدهمِ میلادی.

## موضوع
این نمایشنامه حول محور برخورد بین راهب جنگجوی غول پیکری به نام بنکی و میناموتو نو یوشی‌تسونه جوان است، که در آن مرد کوچکتر و بنکی بزرگتر را شکست داد. نبرد تن به تن بر روی پل پیوندی پایدار بین این زوج ایجاد کرد. پس از آن بنکی به یوشیتسونه خدمت کرد - همان‌طور که ماتسوئو باشو به عنوان ملازم وفادار او، بنکی را توصیف می‌کند.

## تحولات بعدی
یوسا بوسون یک هایکو و یک نقاشی هایکو به نام بنکی و گاو نر جوان، پیرامون مضامین نمایشنامه خلق کرد و در هایکوی خود از آن نقل قول کرد:
برف، ماه، و شکوفه‌ها -
و سپس یک تعهد برای سه زندگی،
ایمان و وفاداری